# Теорема о разрезании квадрата на равновеликие треугольники

Разбиение квадрата на 6 равновеликих треугольников.

Теорема о разрезании квадрата на равновеликие треугольники гласит, что квадрат невозможно разрезать на нечётное число треугольников одинаковой площади.
Теорема знаменита своим неожиданным доказательством, использующим 2-адическую норму.

## История
Задача была поставлена Фредом Ричманом в «American Mathematical Monthly» в 1965 году
и решена Паулем Монски в 1970 году.

## О доказательстве
Используя 2-адические числа,
строится определённая раскраска точек единичного квадрата в три цвета.
Главные свойства раскраски состоят в следующем:
1. Площадь любого треугольника с вершинами разных цветов не может быть выражена дробью с нечётными числителем и знаменателем.
  - В частности, если бы существовало разбиение квадрата на нечётное число равновеликих треугольников, то ни один из треугольников не имел бы вершин всех трёх цветов.
2. Любая прямая окрашена ровно в два цвета.

Это и некоторые другие свойства данной раскраски приводят к противоречию с леммой Шпернера.

## Вариации и обобщения
- {\displaystyle N}-мерный куб может быть разбит на симплексы одинакового объема, только если количество симплексов кратно {\displaystyle N!}[3][4].
- Из доказательства теоремы также следует существование четырёхугольников, не допускающих разрезания на равновеликие треугольники.
- Для целого числа {\displaystyle n\geqslant 5}, правильный {\displaystyle n}-угольник допускает разрезание на {\displaystyle m} равновеликих треугольников тогда и только тогда, когда {\displaystyle m} делится на {\displaystyle n}[5].
- Никакой зоногон не может быть разрезан на нечётное количество равных по площади треугольников. Этот факт был доказан тем же Паулем Монски после основной теоремы[6][7].